# Аббасзаде, Махир Тапдыг оглы
Махир Тапдыг оглы Аббасзаде (азерб. Mahir Tapdıq oğlu Abbaszadə; род. 27 октября 1975 года, село Гюлебирд, Лачинский район, Азербайджанская ССР) — государственный и политический деятель. Депутат Милли Меджлиса Азербайджанской Республики V и VI созывов, член комитета по делам молодежи и спорта, член комитета по экономической политике, промышленности и предпринимательству Милли Меджлиса. Член партии «Новый Азербайджан». Доктор экономических наук, директор Фонда социального развития вынужденных переселенцев.

## Биография
Родился Махир Аббасзаде 27 октября 1975 году в селе Гюлебирд, ныне Лачинского района, республики Азербайджан. Сын заслуженного учителя Тапдыга Аббасова, брат азербайджанского поэта Захира Аббаса.
В 1997 году окончил Бакинский государственный университет по специальности преподаватель экономической теории.
В 1997 году стал работать начальником отдела кадров в Гюздякском комбинате строительных материалов. С 2001 по 2003 годы работал на должности специалиста отдела обслуживания в Сумгаитском филиале Международного банка Азербайджана. С 2003 по 2004 годы трудился бухгалтером, заведующим казначейством в филиале «Гянджлик» ОАО «Заминбанк». С 2004 года — заведующим этого филиала.
В 2015 году был избран депутатом Милли меджлиса Азербайджана V созыва. 15 ноября 2018 года был назначен директором Фонда социального развития вынужденных переселенцев.
На выборах в Национальное собрание Азербайджана VI созыва, которые прошли в 9 февраля 2020 года, баллотировался по Лачинскому избирательному округу № 121. По итогам выборов одержал победу и получил мандат депутата Милли Меджлиса Азербайджанской Республики. С 10 марта 2020 года приступил к депутатским обязанностям. Является членом комитета по экономической политике, промышленности и предпринимательству, а также членом комитета по делам молодежи и спорта.
В 2005 году Махир Аббасзаде был принят диссертантом в Институт экономики НАНА. В 2010 году защитил свой научный труд в научном совете. В 2012 году решением Высшей аттестационной комиссии при Президенте Азербайджанской Республики получил звание доктора экономических наук. Является автором 1 научной книги, 7 научных статей, 3 научных диссертаций. Занимается преподавательской деятельностью в Бакинском государственном университете.
Офицер запаса.
В совершенстве владеет английским, русским, турецким языками.
Женат, имеет троих детей.